# Paitan, Guangdong
Paitan (kinesiska: 派潭) är en köping i sydöstra Kina. Den ligger i stadsdistriktet Zengcheng i provinshuvudstaden Guangzhou i provinsen Guangdong, omkring 65 kilometer nordost om centrala Guangzhou. Antalet invånare är 58 337. Befolkningen består av 27 392 kvinnor och 30 945 män. Barn under 15 år utgör 17,0 %, vuxna 15-64 år 71 %, och äldre över 65 år 10,0 %.